# The Blue Max
The Blue Max is een Engelse oorlogsfilm uit 1966. De film gaat over Duitse gevechtspiloten tijdens de Eerste Wereldoorlog. De film is uniek omdat het verhaal, vanuit een Duits perspectief verteld wordt. Verder is de film bekend geworden vanwege de vele spectaculair gefilmde luchtgevechten.
Hoewel het verhaal van de film volledig fictief is maken wel een aantal historische figuren hun opwachting er in. Zo komen Manfred von Richthofen en keizer Wilhelm II er in voor.

## Verhaal
De film gaat over de ambitieuze Duitse piloot Bruno Stachel (hoofdrol van George Peppard). De film speelt zich af tijdens de Eerste Wereldoorlog. Stachel komt uit een eenvoudig milieu. Hij stelt zichzelf ten doel de befaamde Orde Pour le Mérite, bijgenaamd de Blue Max, te behalen. Hiervoor moet hij echter 20 vijandelijke vliegtuigen hebben neergeschoten. Zijn acrobatische toeren in de lucht zijn echter een belediging voor zijn adellijke collega-piloten, met name Willi von Klugermann (Jeremy Kemp). De onderlinge strijd en Stachels gewetenloos gedrag wordt gadegeslagen door de commandant van het squadron, kapitein Otto Heidemann (Karl Michael Vogler). Stachel komt onder de aandacht van generaal graaf von Klugermann (James Mason), de oom van Willi von Klugermann.
Uiteindelijk mag Stachel, na 20 vijandelijke vliegtuigen te hebben neergeschoten, de befaamde Blue Max in ontvangst nemen. De generaal maakt een soort volksheld van Stachel, die daar niet altijd even blij mee is. 
Stachel raakt verliefd op de vrouw van de generaal (een rol van Ursula Andress). De hooggeboren Andress wil Stachel meenemen naar het neutrale Zwitserland, maar Stachel is bang om haar schoothondje te worden en besluit te blijven. De woedende Andress vertelt dan aan de veldmaarschalk dat Stachel 2 vliegtuigen niet zelf heeft neergeschoten, maar dat de ondertussen overleden Willi von Klugermann deze op zijn naam heeft staan. Stachel heeft dan al de Blue Max uit handen van de kroonprins mogen ontvangen. Nu dreigt er een grote schande voor het Duitse officierenkorps.
De generaal besluit Stachel te vragen om een testvlucht te vliegen met een experimenteel vliegtuig. Stachel vliegt weg, niet wetende dat het vliegtuig kort hiervoor als onveilig werd verklaard door een andere piloot, die het vliegtuig met veel moeite weer op de grond heeft gekregen. Het vliegtuig laat het afweten en Stachel komt om het leven bij de crash en neemt het geheim mee z'n dood in. De eer van het officierenkorps is gered en alleen de generaal en zijn vrouw weten wat er gebeurd is.

## Prijzen
De film won 1 BAFTA Award voor de art direction. Verder is de film ook genomineerd voor andere BAFTA Awards: Beste cinematografie, kostuums en meest belovende nieuwkomer (Jeremy Kemp). Peppard werd genomineerd voor een Golden Laurel, voor beste dramatische performance. Hij werd uiteindelijk vijfde.

## Rolverdeling
| Acteur                | Personage                                 |
| --------------------- | ----------------------------------------- |
| George Peppard        | Bruno Stachel                             |
| James Mason           | Generaal Count von Klugermann             |
| Ursula Andress        | Gravin Kaeti von Klugermann               |
| Jeremy Kemp           | Willi von Klugermann                      |
| Karl Michael Vogler   | Otto Heidemann                            |
| Anton Diffring        | Holbach                                   |
| Harry Towb            | Kettering                                 |
| Peter Woodthorpe      | Rupp                                      |
| Derek Newark          | Ziegel                                    |
| Derren Nesbitt        | Fabian                                    |
| Loni von Friedl       | Elfi Heidemann                            |
| Friedrich von Ledebur | De veldmaarschalk (als Friedrich Ledebur) |
| Carl Schell           | Von Richthofen                            |

## Trivia
- In sommige scènes vloog George Peppard zijn vliegtuig zelf.
- Technisch advies voor de film kwam uit Los Angeles en werd gegeven door een groep kenners van vliegtuigen uit de Eerste Wereldoorlog.
- Op een schoolbord in het kantoor van Kettering is de naam en het nummer van het squadron te zien: JASTA 11. Dit was het daadwerkelijke nummer en de naam van het Circus van de Rode Baron.
- Stachel is het Duitse woord voor steek.
- Stuntpiloot Derek Pigott vloog zowel het vliegtuig van Stachel als dat van Von Klugermann in de scène waarin ze onder een brug doorvliegen. Met meerdere camerahoeken (o.a. vanuit een helikopter) vloog Pigott meer dan 20 keer onder de brug door. Om te bewijzen dat het allemaal echt was, werden er schapen in het veldje naast de brug geplaatst. De schapen sloegen op de vlucht op het moment dat het vliegtuig naderde. Echter, na take nr. 20 waren de schapen gewend aan het vliegtuig en ondernamen ze geen vluchtpogingen meer.